# Cervus astylodon
Cervus astylodon є нещодавно вимерлим видом оленевих, який був ендемічним для островів Рюкю (Окінава, Ісігакі, Куме, Токуносіма). Він жив протягом плейстоцену, вимерши лише 20 000 років до нашої ери.

## Морфологічна характеристика
Cervus astylodon був дуже малим видом, досягаючи лише 50 см у висоту. Він демонструє морфологічні характеристики, які вважаються типовими для острівних карликових оленових, такі як малий розмір тіла, укорочені кінцівки та гіпсодонтні моляри. Роги, як правило, були дуже дрібними, сплощеними та сильно рифленими, з надбрівними зубцями, які відгалужувалися від самої основи рогів.
Карликовий олень Рюкю демонструє чотири різні морфотипи на основі кожного з чотирьох островів, які він населяв. У Куме п’ясткові кістки витонченіші, ніж у інших форм, у той час як у Ісіґакі кістка товстіша та міцніша. Олені з Окінави і Токуношіми є проміжними за товщиною п'ясткової кістки; обидві ці форми відрізняються один від одного формою проксимального п'ясткового каналу.

## Дієта
Дослідження 2021 року з використанням аналізу текстури зубного мікроносу показало, що карликовий олень Рюкю натомість харчувався змішаним кормом або пасся. Через високий вміст абразивного кремнезему в листі злаків у оленів із більшим споживанням злаків поверхня зубів грубіша, ніж у тих, хто їсть на деревах. Порівняння C. astylodon з двох різних місць (печера Хананда-Гама та печера Ямасіта-чо I) показує різний рівень зносу, що вказує на змінний раціон.

## Вимирання
Cervus astylodon, здається, вимер наприкінці плейстоцену. Вважається, що ранні люди вперше прибули на Окінаву ще в 36 тисячі років тому, і існують докази того, що ця популяція полювала на оленів. Однак карликовий олень Рюкю вижив разом з людьми понад 15 000 років, тому зменшення площі островів Рюкю через підвищення рівня моря наприкінці останнього льодовикового періоду також могло сприяти їх загибелі.